# Dorton
Dorton – wieś w Anglii, w hrabstwie Buckinghamshire, w dystrykcie (unitary authority) Buckinghamshire. Leży 71 km na północny zachód od centrum Londynu. W 2001 miejscowość liczyła 163 mieszkańców.